# ابن البيطار
ضِيَاءُ اَلدِّينِ أَبُو مُحَمَّدٍ عَبْدُ اَللَّهِ بْنُ أَحْمَدَ اَلْمَالَقِيُّ المعروفُ بِابْنِ اَلْبَيْطَارِ، والملقَّبُ بالنَّبَاتِيِّ والعَشَّاب، (593 هـ / 1197م - 646 هـ / 1248م) عالِمٌ نَبَاتيٌّ، وصَيْدَليٌّ، عربيٌّ مُسلم، يُعَدُّ مِن أعظم علماء العصرِ الذَّهَبِيِّ للإسلام، وعالِمَ عصرِهِ في عُلوم النبات والعَقَاقِير، والصيدلانيَّ الأول في تراكيب الدَّواء، ورائدَ العِلاجِ الكِيمِيائيّ. وُلِدَ في الأندَلُسِ، بمدينة مالَقَة، وتلقَّىٰ علومَه في إِشْبِيلِيَة على أيدي علمائها، مثل: أبي العَباس ابْنِ الرُّوميَّة النَبَاتيِّ، وعبدِ الله بْنِ صالحٍ الكُتَامِيِّ. انتقل إلى بلاد المغرب شَمالَ إفريقِيَة بعدَ بُلوغِهِ العِشرينَ من عُمُرِه، وزارَ مَرَّاكُشَ والجزائرَ وتونُسَ بصفته باحثًا في علم النبات، ثم إلى آسِيَا الصغرى مارًّا بالشام، ومنها إلى الحِجاز، وغَزَّة، والقُدْس، وبَيرُوت، ومِصر، ثُمَّ إلى بلاد اليُونان، وأقصى بلاد الرُّوم إلىٰ أن استقر في دِمَشْقَ، حيثُ قام فيها ببُحُوثِه فيما يَخُصُّ النباتات.
وضعَ ابنُ البَيطار عددًا من المؤلَّفات، أشهرُها الموسوعةُ النباتيَّة المسماةُ الجامِعَ لِمُفرَداتِ الأدويَةِ والأغذيَة، واصِفًا فيها أكثر من (1.400) عقَّار نباتي وحيواني ومعدني منها (300) من صنعه، مبينًا الفوائد الطبية لكل واحد منها، وقد وضعه وهو مقيم في مِصر، وقسمه على أربعة أقسام. ولم تقتصر جهودُ ابْنِ البَيطار على ذكر مئات الأدوية والعقاقير، بل أسهمَ في استقرار المصطلح الطبي العربي وأثرى معجمه الذي أصبح من بعده مصدرًا ثريًا لكل أطباء أُورُبَّة والغرب.

## نشأته وحياته
ضياء الدين المالقي النباتي الأندلسي، ولد في عام 593 هـ الموافق 1197م. لقب بالمالقي نسبة إلى مالقة بالأندلس (إسبانيا الآن)، ولقب بالنباتي لأنه كان عالم عصره في علوم النبات، وينسب ضياء الدين إلى أسرة مشهورة في مالقة تعرف باسم البيطار، وربما يرجع هذا إلى اشتغالها بالبيطرة، خصوصًا أن أباه كان بيطريًا حاذقًا. درس ابن البيطار علوم النبات في مطلع شبابه في إشبيلية على يد أبو العباس بن الرومية النباتي، وعبد الله بن صالح، وكان ابن الرومية صاحب شهرة عظيمة في علم النبات، والذي ألف كتاب الرحلة الذي بقي المرجع الكبير في عالم النبات لعدة قرون، فورث ابن البيطار هذه السمعة الجيدة عن أستاذه، بل إن صيته فاق أستاذه فيما بعد لموهبته ودأبه، وكثرة ترحاله إلى بلاد العالم الإسلامي وبلاد أخرى لدراسة أنواع النباتات.
اطَّلع ابن البيطار على كل ما تُرجِم من كتب اليونانيين وعلوم الأوائل من غير العرب، وقد ساعده على ذلك معرفته بعدد من اللغات كالفارسية واليونانية، حيث درس كتب الطبيب اليوناني ديسقوريدس وجالينوس وأبقراط وابن سينا والإدريسي وأبي العباس النباتي دراسة مستفيضة حتى أتقنها تمامًا، وشرح النقاط الغامضة فيها، وعلق على مآثرها. وقد امتدح ابن أبي أصيبعة أستاذه ابن البيطار وقال عنه: «قرأت عليه تفسيره لأسماء أدوية كتاب ديسقوريدوس فكنت أجد من غزارة علمه ودرايته وفهمه شيئًا كثيرًا جدٌّا، وكنت أحضر عدة من الكتب المؤلفة في الأدوية المفردة مثل كتاب ديسقوريدوس وجالينوس والغافقي وأمثالها من الكتب الجليلة في هذا الفن، فكان يذكر أولًا ما قاله ديسقوريدوس في كتابه باللفظ اليوناني على ما قد صححه في بلاد الروم، ثم يذكر جمل ما قاله ديسقوريدوس من نعته وصفته وأفعاله، ويذكر أيضًا ما قاله جالينوس فيه من نعته ومزاجه وأفعاله وما يتعلق بذلك، ويذكر أيضًا جُملًا من أقوال المتأخرين وما اختلفوا فيه ومواضع الغلط والاشتباه الذي وقع لبعضهم في نعته، فكنت أراجع تلك الكتب معه، ولا أجده يقلد شيئُا مما فيها، وأعجب من ذلك أيضًا أنه كان ما يذكر دواء إلا وعيّن في أي مقالة هو من كتاب ديسقوريدوس وجالينوس، وفي أي عدد هو من جُملة الأدوية المذكورة في تلك المقالة».

## رحلاته العلمية
كان ابن البيطار كثير الترحال إلى بلاد اليونان والروم، وجميع بلاد العالم الإسلامي، حيث يجتمع مع علماء تلك البلاد ويدارسهم في أنواع النبات، وخواصه وفوائده، غير مكتف بقراءة الكتب والمصنفات، وكان في ترحاله يدرس النبات في منابته، بل يدرس التربة والحجر الذي ينمو فيه، والأرض التي تنبته، والعوامل المختلفة المتركزة عليه، حتى إذا جمع خبرة طويلة مستندة على الملاحظة الدقيقة ألف كتابيه المشهورين المغني في الأدوية المفردة والجامع لمفردات الأدوية والأغذية.
بعد أن تمكن في الأندلس من علم النبات، غادر ابن البيطار بلاد الأندلس بلا رجعة في سن العشرين من عمره في رحلة علمية طويلة، مر في رحلته بالمغرب الأقصى فالجزائر فتونس ثم طرابلس وبرقة، ثم أخذ طريق البحر نحو آسيا الصغرى، وزار اليونان ووصل به المطاف إلى أقصى بلاد الروم، ثم اتجه إلى المشرق الإسلامي فزار بلاد فارس والعراق ثم بلاد الشام ومصر. لم يكن مروره بتلك البلدان عابرًا، بل كان يقيم بكل بلد مدة يبحث فيها عن النباتات ويدرس كل نبات في منبته، ويدرس الأرض التي تنبته، وكان يصطحب رسامًا معه يرسم له كل نبات بدقة، ثم يجتمع مع علماء تلك البلاد فيأخذ عنهم ويتدارس معهم مسائل النبات، وقد تهيأت له من ذلك كله معرفة معمقة بالنبات الموجود في البيئة العربية وفي آسيا الصغرى، وصار أوحد زمانه وعلامة وقته في تحقيق النبات ومواضع منابته ونعت أسمائه على اختلافها وتنوعها. ثم استقر ابن البيطار في مصر، وحظي بمنزلة رفيعة عند سلطانها الأيوبي الملك الكامل، الذي ألحقه بخدمته وجعله رئيسًا على سائر العشَّابين، وبعد وفاته حظي عند الملك الصالح نجم الدين أيوب بما كان يحظى به عند والده الملك الكامل من منزلة، فكان ينتقل معه بين القاهرة ودمشق. قال عبد الرزاق نوفل في كتابه المسلمون والعلم الحديث: «ضياء الدين هو أول عالم اهتم بدراسة الحشائش التي تنبت في الحقل وتضر بالمحاصيل، وكوّن لذلك مجموعات في الأنواع المختلفة والأصناف العديدة التي تختص بكل محصول، ومازالت فكرة تكوين مجموعات الحشائش هي الأساس الذي يلجأ إليه علماء النبات في أبحاثهم حتى الوقت الحاضر».

### تأثُّره العلمي

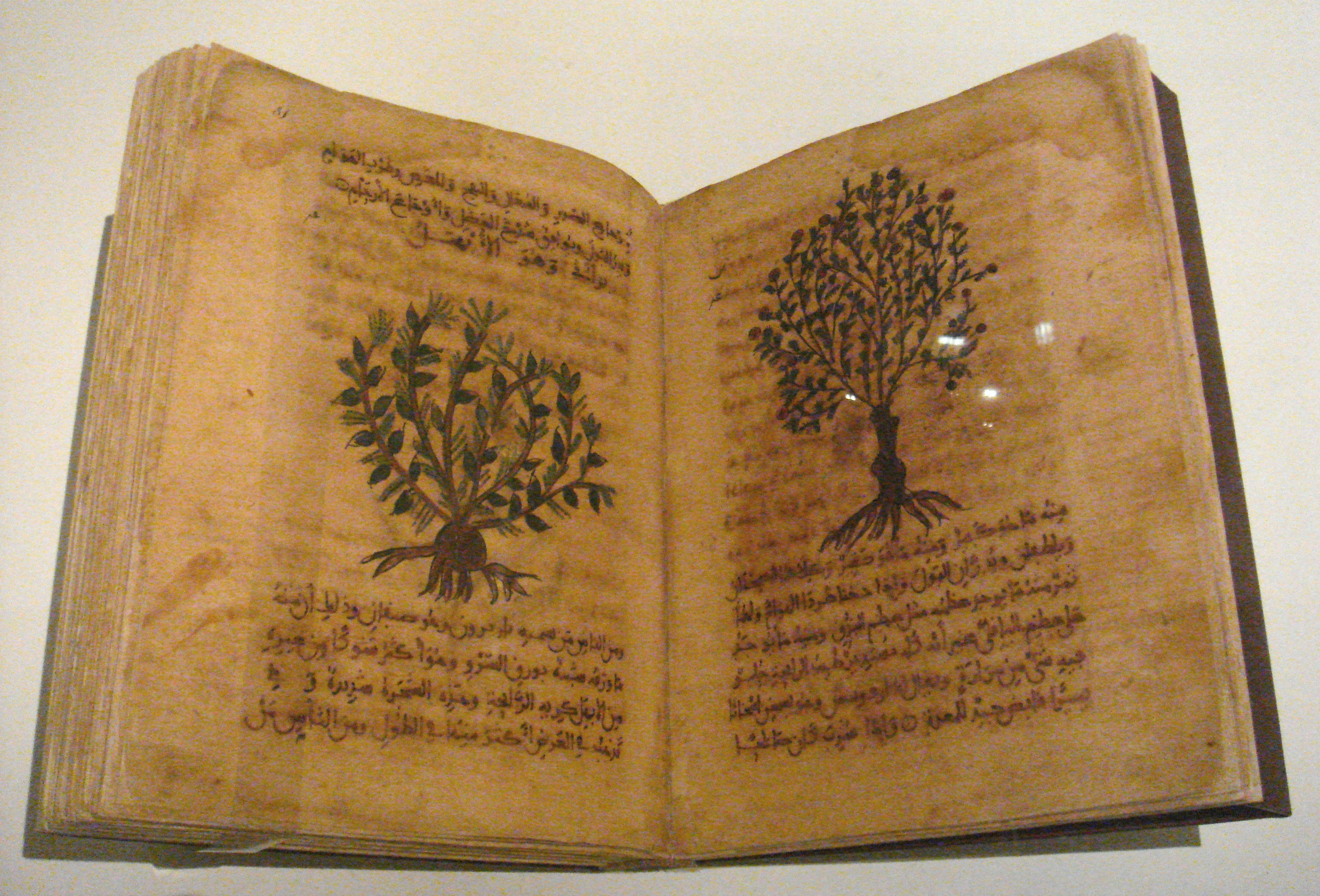
مخطوطة لكتاب الموسوعة النباتية أو الحشائش للطبيب اليوناني ديسقوريدوس التي درسها ابن بيطار.

خلال رحلاته العلمية تأثر ابن البيطار بآراء أبقراط الذي عاش في القرن الخامس قبل الميلاد، وقد استفاد من المنهج العلمي الذي اتبعه، وكذلك كتاباته في علوم التشريح ووظائف الأعضاء، كما تأثر بديسقوريدس الذي عاش في القرن الأول قبل الميلاد، وشرح له كتاب الحشائش وعلق عليه، وقابل بين معلوماته ومعلومات جالينوس وعلماء العرب. كما تأثر بجالينوس الذي عاش في القرن الثاني قبل الميلاد وكتبه الكثيرة، وكان جالينوس قد تأثر من قبل بأبقراط وشرح معظم كتبه. ومن أبرز إنجازات جالينوس التي تأثر بها ابن البيطار اهتمامه بإجراء التجارب وتحضير الأدوية بنفسه، كما تأثر بأبي حنيفة الدينوري الذي كان نباتياً ولغوياً، عاش في القرن الثالث الهجري. كما تأثر بابن سينا وخاصة بكتابيه القانون والشفا.
كما تأثر ابن البيطار بالشريف الإدريسي الذي يعد عالمًا جغرافيًا وعالمًا نباتيًا، خاصة بكتابه الجامع لصفات أشتات النبات، والذي أتى فيه بأفكار جديدة ومبتكرة، فقد حرص على أن يتجنب ما جاء في الكتب السابقة من خلط وتشويه وتقصير، وأنه اتخذ مسلكًا فريدًا يهدف إلى التعريف بأسماء النباتات بلغاتها المختلفة من يونانية وفارسية، وهندية وبربرية، ولاتينية، وهذا ما فعله ابن البيطار، حيث سار على نهج الإدريسي، ناقدًا المتقدمين على تقصيرهم في هذا الشأن. كما تأثر بالغافقي النباتي المشهور الذي يعد من أعظم الصيدليين العرب أصالة، حيث أخذ منه أجزاء غير قليلة من كتابه في الأدوية المفردة. كما لا يمكن إغفال تأثر ابن البيطار بكثير من العلماء العرب والصيادلة والعشابين، والذين تظهر أسماؤهم في مؤلفاته مثل الزهراوي وابن جزلة وأبو بكر الرازي وابن سمحون وثابت بن قرة وماسرجويه وابن العوام، الذين كتبوا تراثًا ضخمًا، تَمكن ابن البيطار من الاستفادة منه وتوظيفه في تأسيس علم الصيدلة وتأصيله عند العرب والمسلمين.

## أساتذته
كان أعظم أساتذة ابن البيطار هم من التقاهم في الأندلس وبالتحديد في إشبيلية:
- أبو العباس ابن الرومية النباتي: كان أكبر أساتذته الثلاثة، وكان طبيبًا ونباتيًا وصيدلانيًا بارعًا في إشبيلية، له شهرة عظيمة في علم النبات، ألف كتاب الرحلة الذي بقي المرجع الفريد لعدة قرون. كان يصحب ابن البيطار إلى الريف لمعاينة أنواع النباتات ودراستها، وقد ورث ابن البيطار هذه السمعة الجيدة عن أستاذه، بل إنه فاق أستاذه وامتاز في أبحاثه العلمية والتجريبية والتطبيقية حتى غطى اسمه على باقي عشّابي زمانه.
- ابن حجاج الإشبيلي: ظهرت براعته في علمي الفلاحة وتربية النبات والحيوان، ومداواة ما يصيبها من أمراض وآفات.[14]
- عبد الله بن صالح الكتامي: وهو طَبيب وعشَّاب وأستاذ علم الأدوية المفردة بمراكش، وهو أندلسي عاش حياته في مراكش وفاس.[15]

## تلامذته
كان لابن البيطار في القاهرة ودمشق تلاميذ أخذوا عنه الطب وعلم النبات منهم:
- أحمد بن القاسم ابن أبي أصيبعة: التقى لأول مرة بابن البيطار في دمشق، وكان يصاحبه إلى ظاهر دمشق للتعشيب، ويدرس معه عيون الكتب في الأدوية المفردة، وهو صاحب كتاب عيون الأنباء.
- إبراهيم بن محمد السويدي الدمشقي: كان لابن البيطار أثر عميق في نفسه قد تجلى في كتابيه السّمات في أسماء النبات وكتاب التذكرة الهادية والذخيرة الكافية.

## وفاته
توفي ابن البيطار في دمشق عام 646 هـ الموافق 1248م. وهو في الحادية والخمسين من عمره. وافته المنية وهو يقوم بأبحاثه وتجاربه على النباتات، وتسرب إليه السم أثناء اختباره لنبتة حاول صنع دواء منها.

## شخصيته
كان لابن البيطار أخلاق سامية، ومروءة كاملة، وعلم غزير. وكان له قوة ذاكرة أعانته على تصنيف الأدوية التي قرأ عنها، واستخلص من النباتات العقاقير المتنوعة فلم يغادر صغيرة ولا كبيرة إلا طبقها، بعد تحقيقات طويلة. قال تلميذه ابن أبي أصيبعة في كتابه عيون الأنباء في طبقات الأطباء: «رأيت من حسن عشرته وكمال مروءته وكرم نفسه ما يفوق الوصف، وشاهدت معه في ظاهر دمشق كثيرًا من النباتات في مواضعها، ووجدت عنده من الذكاء والفطنة والدراية في النبات وفي الكتب المؤلفة في هذا العلم ما يثير التعجب لذاكرته المتوقدة النادرة، فكان يذكر كل دواء في أي كتاب ذكر وفي أي مقالة من هذا الكتاب وفي أي عدد هو من جملة الأدوية المذكورة في تلك المقالة، إن ابن البيطار هو أوحد زمانه وعلاّمة عصره في معرفة النبات وتحقيقه واختياره ومواضع نبته ونعت أسمائه على اختلافها وتنوعها».

## إسهاماته العلمية
يُعد ابن البيطار رائد للعلاج الضوئي الكيميائي، فقد استخدم بذور نبات الخلة في علاج البهاق (بالإنجليزية: Vitiligo)، وكان ابن البيطار يَخلط بذور الخلة مع عسل النحل، ويُقدمها للمريض، ثم يجعله يتعرَّض للشمس ساعة أو ساعتين حتى يتصبَّب عرقًا، وكان يُتابع حالة مرضاه بدقة حتى إنه ذكَر أن البقع المُصابة تتأثَّر، وتَظهر بها فقاعات، بينما الجلد السليم لا يتأثَّر، ثم تكتسب اللون الطبيعي بالتدريج، وفيما يتعلق بهذا المرض كان ابن البيطار أول من ذكر أن الجلد المُصاب يصعب علاجه فوق النتوءات العظمية.
كان ابن البيطار يؤكد على أهمية التجربة في كل مؤلفاته، ويقصد بالتجربة ما ثبتت صحته ويتحقق من صدقه من خلال ملاحظة النباتات وامتحان خواصها وتصنيفها ومتابعة أحوال النباتات ورصد مراحل تطورها، ثم القيام بعد ذلك بتدوين وتسجيل أسماء الأدوية، وكان ابن البيطار يكتب الاسم مضبوطًا بالشكل والنقط، فهو يتوخى الدقة والحرص في إقامة التجارب والاختبارات للنباتات. وكان يبين منافع الأدوية، وأهميتها لعلاج الأمراض، ويحدد القدر المناسب منها ويحذر من الإفراط في استخدامها، لأنه قد يؤدي إلى الضرر بالإنسان، كما يبحث عن البديل منها للدواء الأصلي إذا كان غير متوفر، فليس من الضرر الاستعانة بغيره إذا لم يتيسر الحصول عليه. ولم يقتصر ابن البيطار على الاستعانة بالنباتات والأعشاب ذات الأصول النباتية، بل استعان بذات الأصول الحيوانية، والتي يتخذ منها العقاقير، مثل حديثه عن ابن عرس وأصناف من الطيور، وبعض الأرانب البرية، وبعض الحيوانات البحرية، وهو في كل ذلك يعرض لتشريح بعضها ويعتمد على الوصف والملاحظة الدقيقة، إضافة إلى إجراء التجارب عليها واستخلاص أدوية من بعضها. كما تناول بالوصف والشرح عددًا من الأدوية والعقاقير ذات الأصول المعدنية، والأحجار التي يمكن الاستفادة منها في استخراج مواد فعالة علاجيًا فيذكر الآبار وهو الرصاص ومعادن وأحجارًا أخرى.

### استقرار المصطلح الطبي العربي
لم تقتصر جهود ابن البيطار على ذكر مئات الأدوية والعقاقير، وإضافة عشرات من الأصناف ذات الأصول النباتية والحيوانية والمعدنية التي لم تكن معروفة من قبل، بل ساهم في استقرار المصطلح الطبي العربي وأثرى معجمه الذي أصبح من بعده مصدرًا ثريًا لكل أطباء أوروبا والغرب. ومن جهوده في هذا المجال كتابه مختصر مفردات ابن البيطار، فعندما بدأ بحرف الميم بدأ بشرح معنى مصطلح (حَب الملوك) فيقول: ما هو بذاته تأويله بالفارسية القائم بنفسه، أي أنه يقوم بذاته في الإسهال ويسميها عامة الأندلس طرطقة وبعضهم يسميه بالسيسبان، ويعرف بحَب الملوك عند أطباء المشرق.

## كُتُبه

### الجامع لمفردات الأدوية والأغذية
يُسمى أيضًا مفردات ابن البيطار أو الجامع في الأدوية المفردة. يُعد هذا الكتاب أشهر كُتب ابن البيطار، وهو موسوعة في الصيدلة، تحتوي على وصف مُفصل لأكثر من 1,400 نوعًا من الأعشاب والأطعمة والعقاقير الطبية، وبيان قيمها العلاجية واستخداماتها الدوائية، كما يحتوي الكتاب أيضًا على إشارات إلى 150 كاتبًا عربيًا و 20 كاتبًا يونانيًا. ذكر فيه أسماء الأدوية والأغذية من نبات وحيوان وجماد، حسب ترتيب حروفها الهجائية.
ألف ابن البيطار كتابه هذا في أُخريات حياته، بعد دراسات عملية قائمة على التجربة والمشاهدة كأساس لدراسة النبات والأعشاب والأدوية، وهو من أهم كتب ابن البيطار إطلاقا وأوسع كتبه في موضوع علم النبات وأعمقه، وهو من أجلِّ ما ألَّف العرب في موضوع الأدوية المفردة وعلم النبات طول الحقبة الممتدة من ديسقوريدوس إلى القرن السادس عشر الميلادي، فقد كان الكتاب دائرة معارف حقيقية في هذا الموضوع، ضمت بين دفتيها كامل الخبرات الإغريقية والعربية. وقد وصف فيه أكثر من ألف وأربعمائة عقار بين نباتي وحيواني ومعدني، منها ثلاثمئة من صنعه، مبينًا الفوائد الطبية لكل واحد منها، ومرتبة ترتيبًا أبجديًا. بالرغم من أن مادة الكتاب كانت في معظمها تجميعًا لما اطلع عليه ابن البيطار، فإن شخصيته ظهرت في الكتاب ظهورًا بارزًا تمثلهُ مظاهر كثيرة: أولهما نقد المؤلف العلمي المنهجي الدقيق لأخطاء العلماء العرب الذين نقل عنهم، والتراجمة الذين نقلوا كتب الطب والصيدلة الأعجمية إلى العربية، كالرازي والإدريسي وابن سينا، والنقد الذي وجهه ابن البيطار لهؤلاء العلماء وهم أعلام العلماء في الصناعة الطبية مهم جدًا لأنه دال على مدى تمكنه من معرفة الأدوية المفردة، وعلى قدرته على التمييز الصحيح بين أصناف الأدوية وأنواعها، وخاصة الأدوية النباتية. وثانيهما إسهام ابن البيطار في المادة النباتية العربية بإضافته نباتات جديدة من محض اكتشافه إلى النباتات التي عرفها العرب من قبل سواء عن طريق الترجمة أو عن طريق التجارب الخاصة. ويقول في مقدمة كتابه عن سبب تسميته له بالجامع: «وسميته الجامع لكونه بين الدواء والغذاء، واحتوى على الغرض المقصود مع الإيجاز والاستقصاء».
كان يسير ابن البيطار على نمط في البحث يشبه الطريقة العلمية الحديثة أو المنهج التجريبي، فقد بدأ في مقدمته القصيرة يخطط لكتابه والغرض منه والبواعث التي دفعته إلى تأليفه، في عبارات دقيقة موجزة يحدد لكتابه أهدافًا ستة في مقدمته. حرص ابن البيطار على أن يسجل في مقدمة كتابه أن يقوم على أغراض جديدة، ويتميز بما حواه على غيره من المؤلفات السابقة في النباتات والأعشاب الطبية، ويقول إنه تناول فيه الكلام عن صفات حديثة لم تذكر من قبل، وقد بناه على ستة أهداف وهي: الهدف الأول: استيعاب القول في الأدوية المفردة والأغذية المستعملة على الدوام والاستمرار، عند الاحتياج إليها في ليل أو نهار، مضافا إلى ذلك ذكر ما ينتفع به الناس. الهدف الثاني: صحة النقل فيما ذكره عن المتقدمين وحرره عن المتأخرين، فما صح عنده بالمشاهدة والنظر، وثبت لديه بالخبرة لا الخبر، ادخره كنزًا سريًا، وما كان مخالفا في القوى والكيفية، والمشاهدة الحسية في المنفعة والماهيّة للصواب والتحقيق، أو أن ناقله أو قائله عدلا فيه عن سواء الطريق نبذه ظهريا، وهجره مليا. الهدف الثالث: ترك التكرار حسب الإمكان، إلا فيما تمس الحاجة إليه لزيادة معنى أو تبيان. الهدف الرابع: تقريب مأخذه بحسب ترتيبه على حروف المعجم مقفى ليسهل على الطالب ما طلب، في غير مشقة ولا عناء ولا تعب. الهدف الخامس: التنبيه على كل دواء وقع فيه وهم أو غلط متقدم أو متأخر، لاعتماد غيره على الصحف والنقل، واعتماده على التجربة والمشاهدة. الهدف السادس: ذكر أسماء الأدوية بسائر اللغات المتباينة في السمات، يقول: مع أني لم أذكر فيه ترجمة دواء إلا وفيه منفعة مذكورة أو تجربة مشهورة، وذكرت كثيرا مما يعرف في الأماكن التي تنبت فيها الأدوية المسطورة، كالألفاظ البربرية واللاتينية، وهي أعجمية الأندلس إذ كانت مشهورة عندنا وجاء بها في معظم كتبنا، وقيدت ما يجب تقييده منها بالضبط وبالشكل وبالنقط تقييدا، يؤمن معه التصحيف، ويسلم قارئه من التبديل والتحريف، إذ كان أكثر الوهم والغلط الداخل على الناظرين في الصحف إنما هو من تصحيفهم لما يقرؤنه، أو سهواً لورّاقين فيما يكتبونه.

#### ترجمات الكتاب
اهتم دارسو النبات بالكتاب اهتمامًا بليغًا حتى القرن السادس عشر الميلادي، فجرت ترجمته إلى اللاتينية وطبع بمدينة قرمونة عام 1758م، كما ترجمه إلى الألمانية المستشرق فون زونتهايمر، ونشره في مدينة شتوتغارت بألمانيا عام 1840. كما ترجمه إلى الفرنسية المستشرق والطبيب لوسيان لوكلرك. طُبع الكتاب بالعربية بعناية أحمد أبو العينين، ونشرته مطبعة بولاق بالقاهرة عام 1291 هـ الموافق 1874م، وهو في أربعة أجزاء. كما أعادت طبعه بالأوفست مكتبة المثنى ببغداد عام 1384 هـ الموافق 1964م في أربعة أجزاء.

### كتب أُخرى
- المغني في الأدوية المفردة: وهو معجم في الأدوية المفردة مثل كتاب الجامع، إلا أنه مرتب بحسب أعضاء الجسد ترتيبا مبسطًا، وقسّمه إلى عشرين فصلًا بحسب الأعضاء، وضمن كل فصل الأدوية المفردة الصالحة لأمراض العضو المُتحَدث عنه والتي لا يستطيع الطبيب الاستغناء عنها، وبطريقة مختصرة مفيدة للأطباء وطلاب الطب. والطريقة المتبعة في تأليفه وجمعه هي الطريقة نفسها المتبعة في كتاب الجامع.
- الإبانة والإعلام بما في المنهاج من الخلل والأوهام: هو معجم في الأدوية المفردة وضعه ابن البيطار في نقد كتاب منهاج البيان فيما يستعمله الإنسان، وهو الكتاب الذي جمع فيه ابن جزلة البغدادي الأدوية والأغذية والأشربة، حيث استخرج ابن البيطار المواد التي تثير النقاش والنقد، ونبه على أخطائه وما خلط فيه من أسماء الأدوية، ورتبها ترتيبًا أبجديًا. الكتاب موجود اليوم في مخطوطة فريدة محفوظة في مكتبة الحرم المكي الشريف.
- تفسير كتاب ديسقوريدوس: هو عبارة عن قاموس العربية واليونانية، وشرح للأدوية النباتية والحيوانية.
- رسالة في تداوي السموم: نسخة من هذه الرسالة محفوظة بدار الكتب المصرية بالقاهرة.
- ميزان الطبيب: هو كتاب في المداواة والعلاج أساسًا، ألفه ابن البيطار بطلب من الأمير شهاب الدين أحمد بن عيسى، وقسمه إلى ثمانين بابًا مرتبة بحسب أعضاء الجسد. ومن الكتاب نسخة مخطوطة في جامعة أبسالا بالسويد.
- الأقرباذين: يحتوي الكتاب على مجموعة من الأدوية، ويشمل على وصف جميع النباتات والأحجار والمعادن والحيوانات التي لها خواص طبية، وقد ثبت أن ابن البيطار ألف هذا الكتاب عندما كان مقيما في مصر.

## أقواله
- إنَّ أعمال القدماء غير كافية وغامضة من أجل تقديمها للطلاب، لذلك يجب أن تصحَّح وتكمَّل حتى يستفيدوا منها أكثر ما يمكن.[30]

## وصلات خارجية
- مقالة صحفية عن ابن البيطار
- تصفح مخطوطة الجامع لمفردات الأدوية والأغذية